# Domaine de Douglas
Le domaine de Douglas est une ancienne plantation située au nord de la capitale Basseterre à Saint-Christophe-et-Niévès. Il s'appelait autrefois Pensez-y bien.

## Historique

### Famille Douglas
Le domaine faisait partie du quartier français de Basseterre, mais à ce jour, on ne sait rien de ses propriétaires français. En 1714, le domaine est la possession du colonel Walter Douglas, un des sept fils de William Douglas of Baads et de sa femme Joan. Walter Douglas combat aux côtés de Guillaume III d'Orange-Nassau lors de son invasion de l'Angleterre en 1688 et, à son retour sur l'île en 1711 à la suite du meurtre du gouverneur Parke à Antigua, il est nommé gouverneur des Îles Sous-le-Vent. En 1714, alors que la reine Anne envisage de restituer à la couronne française les terres françaises de Saint-Christophe, Douglas et d'autres lui adressent une pétition demandant que, si les propriétés doivent être rendues aux français, ils devraient les indemniser pour les améliorations apportées. En 1714, Walter Douglas hypothéqua sa plantation auprès d'Alexander Baxter, puis une deuxième fois en 1723. C’est en 1738 que la grande maison de Pensez-y bien, plus connue sous le nom de Maison Blanche, est construite.
John Douglas, le fils de Walter, épouse Susannah Lambert, fille et héritière de Michael Lambert, ce qui lui permet, à travers ce mariage, d'acquérir d'autres terres. De cette union naît une fils en 1732. John Douglas siège au Parlement de 1769 à 1783 et prononce un discours à la Chambre des communes où il appuie les sanctions contre les colonies américaines car « il valait mieux subir des inconvénients temporaires que de sacrifier l'empire britannique en Amérique aux États-Unis ». Il meurt en 1783, criblé de dettes. Son fils, William, peut profiter des terres mais elles sont hypothéquées à Thomas Neave, Matthew Tierney, son épouse Harriet Mary, Edward Tierney et son épouse Anna Maria Jones.

### Famille Wade
La propriété est acquise par Solomon Wade en 1859 et renommée domaine Douglas. Il emmène sa famille en Angleterre trois ans plus tard, mais continue de s'intéresser aux propriétés qu'il possède à Saint-Christophe. Il s'y rend souvent et engage des cadres et des avocats compétents pour le diriger. Dans son testament, il laisse la plantation Douglas à son plus jeune fils, Edwin. La propriété échoit à divers membres de la famille Wade jusqu'à ce que le gouvernement reprenne les terres en 1975, mais des dispositions spéciales sont prises pour que la grande maison demeure dans la famille.